# Богданова, Ольга Михайловна (скульптор)
О́льга Миха́йловна Богда́нова (20 июля 1921, Мосальск, Калужская губерния — 22 апреля 2006, Москва) — советский и российский скульптор, член Союза художников СССР.

## Биография
Родилась 20 июля 1921 года в Мосальске (Калужская область). В 1930 году вместе с семьёй переехала в Москву. В 1938 году окончила школу-десятилетку. В 1940 году поступила в ГИТИС на театроведческий факультет. После начала Великой Отечественной войны оставила учёбу и устроилась на работу лаборанткой на Кусковский химический завод. С сентября 1942 года работала учеником токаря, позднее стала культработником в завкоме на Московском прожекторном заводе.
В октябре 1944 года поступила в Московский институт прикладного и декоративного искусства (МИПиДИ) на факультет монументальной скульптуры. Среди её наставников были В. А. Фаворский (рисунок), Е. А. Львов (живопись), Б. Н. Ланге и Л. М. Писаревский (оба — лепка). Во время учёбы увлекалась работой по дереву. Её дипломной работой была деревянная скульптура «Сибирский охотник» для одного из павильонов ВСХВ. В сентябре 1949 года, во время подготовки диплома, устроилась на работу учителем рисования в Новогиреевскую среднюю школу № 7. Окончила МИПИДИ в июне 1950 года по специальности «художник декоративного искусства».
В 1951 году устроилась на Дулёвский фарфоровый завод, где основным направлением её творчества стали жанровые скульптуры на тему счастливого детства, современной жизни, а также скульптуры по мотивам русских сказок и уральских сказов П. П. Бажова.
Богданову интересовала область декоративной скульптуры малых форм. Её творчеству свойственна большая поэтичность, душевность и благородство. Выразительность образов достигалась скульптором сдержанными средствами. Большую роль в этом играло тонкое понимание декоративных свойств материала.
Участвовать в художественных выставках Богданова начала с 1952 года. По командировке от Министерства местной промышленности принимала участие в международной промышленной выставке, проходившей в 1956 году в Афганистане, после чего создала несколько скульптур на тему Афганистана.
В 1960-х и 1970-х годах создавала образцы новых форм посуды.
Умерла в Москве 22 апреля 2006 года.
Некоторые работы Богдановой выставлены в коллекциях ВМДПНИ (Москва), ГМК «Кусково» (Москва), Музее Дулевского фарфорового завода, Тверской областной картинной галерее.

## Основные работы
- Маленькая хозяйка. Скульптура. 1952. выс. 11
- Купальщицы. Скульптура. 1963. выс.14
- Туркменская ковровщица. Скульптура. 1955. выс.35
- Народным защитникам. Скульптура. 1953. выс.20
- Интересная книжка. Скульптура. 1957. выс.13
- В саду. Скульптура. 1959. выс.16
- Золотая антилопа. Скульптура. 1959. выс.34
- Малахитница. Скульптура. 1956. выс. 28,5
- Сигнальщики. Скульптура. 1959. выс. 12
- Охотник с беркутом. Скульптура.1950-е г.
- Золотой петушок. Туалетный набор. 1950-е г.
- Афганский курильщик. Скульптура. 1950-е г
- Шахерезада. Скульптура. 1960.выс. 14
- Морозко. Скульптура. 1960-е
- У моря. Скульптура. 1960. выс. 16
- Моряки. Скульптура. 1960. выс. 18
- Кот. Кувшин. 1961. выс. 26
- Лиса. Кувшин. 1961. выс. 24
- Поросёнок. Кувшин. 1961. выс. 21
- Танцующая пара. Мексиканец и белоруска. Скульптура. 1960-е г.
- Царевна-лягушка. Скульптура
- Сорочинская ярмарка. Скульптура. 1960-е г.
- Воевода. Скульптура. 1970-е г.
- Чайник, сырная доска, маслёнка «Маки» 1979
- Обнажённая. Скульптура. 1980-е

## Награды
- Бронзовая медаль на Всемирной выставке в Брюсселе (1958)
- Почётный диплом на Международной выставке керамики в Праге (1962).